# Heterogramma bogusalis
Heterogramma bogusalis är en fjärilsart som beskrevs av Walker 1859. Heterogramma bogusalis ingår i släktet Heterogramma och familjen nattflyn. Inga underarter finns listade i Catalogue of Life.